# Stava gård

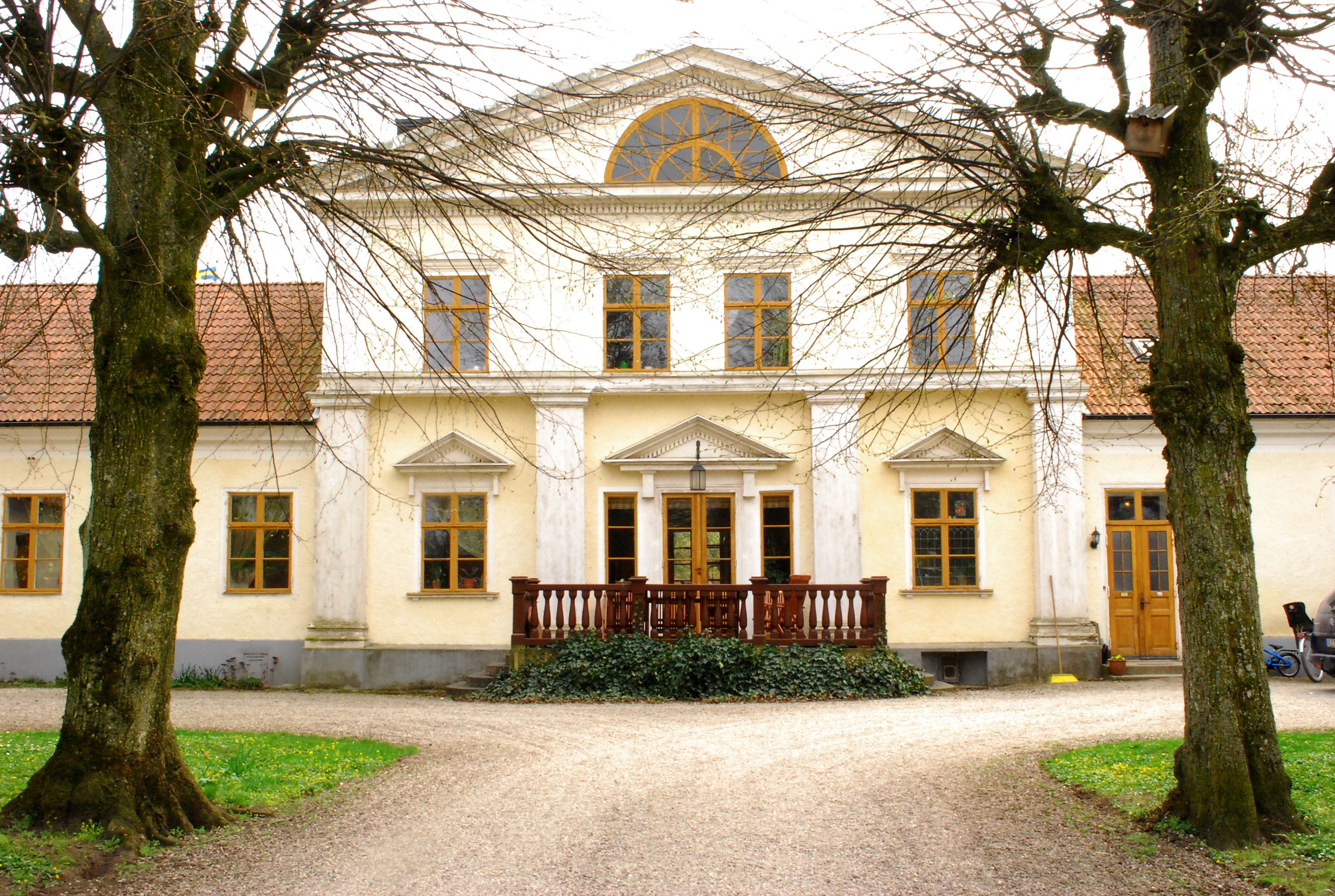
Stava gård, Barlingbo

Stava gård är en herrgård i Barlingbo socken på Gotland och var en av Gotlands största gårdar. Stava köptes in av Arthur von Corswant på 1866 och har funnits i släktens ägo i fem generationer. Mangårdsbyggnaden uppfördes av majoren J. E. Ahlgren som var tidigare ägare till gården, genom att två äldre stenbyggnader byggdes ihop. Arthur von Corswant lät avverka stora delar av Barlingbo sockens eklundar för att bryta ny odlingsmark, vilket väckte missnöjde bland sockenborna. Sonen Willy von Corswant var verksam vid utdikningen av Roma och Stava myrar.
På gården bedrivs det ostproduktion. Stava är Gotlands största ostproducent. Tre djurstallar för 1 200 köttdjur invigdes 2007 av jordbruksminister Eskil Erlandsson. Dessa avyttrades 2011 i samband med den stora försäljningen.
Arealen var innan försäljningen på totalt 726 hektar varav 512 hektar åker, 23 hektar betesmark och 159 hektar skog. På gårdens ägor finns det järnåldersgravar. Cirka 650 hektar åker/skog och djurstallarna såldes 2011. Försäljningen blev den största gotländska fastighetsaffären genom tiderna, den totala köpeskillingen uppgick till 88 miljoner kronor.